# Catedral d'Urbnisi
La catedral d'Urbnisi, també coneguda com catedral Urbnisi de Sant Esteve protomàrtir (en georgià: ურბნისის წმიდა სტეფანე პირველმოწამის სახელობის საკათედრო ტაძარი), comunament coneguda com l'església Sioni d'Urbnisi (ურბნისის სიონი), és una catedral de l'Església ortodoxa georgiana situada al poble d'Urbnisi, a la regió de Xida Kartli, al centre-est de Geòrgia. És una basílica de tres naus relativament gran, construïda originàriament en el segle vi i reconstruïda als segles X i XVII. Les parets de l'església tenen diverses inscripcions, algunes de les quals es troben entre les més antigues realitzades en alfabet georgià. Està inscrita en la llista de Monuments Culturals destacats de Geòrgia.

## Situació
La catedral es troba a la riba esquerra del riu Kura, al llogaret epònim del municipi de Kareli, regió de Xida Kartli, a la part oriental de l'antic assentament d'Urbnisi, on els estudis arqueològics van descobrir material del Calcolític i la primera etapa de l'edat de bronze fins al segle viii Anno Domini.

## Història

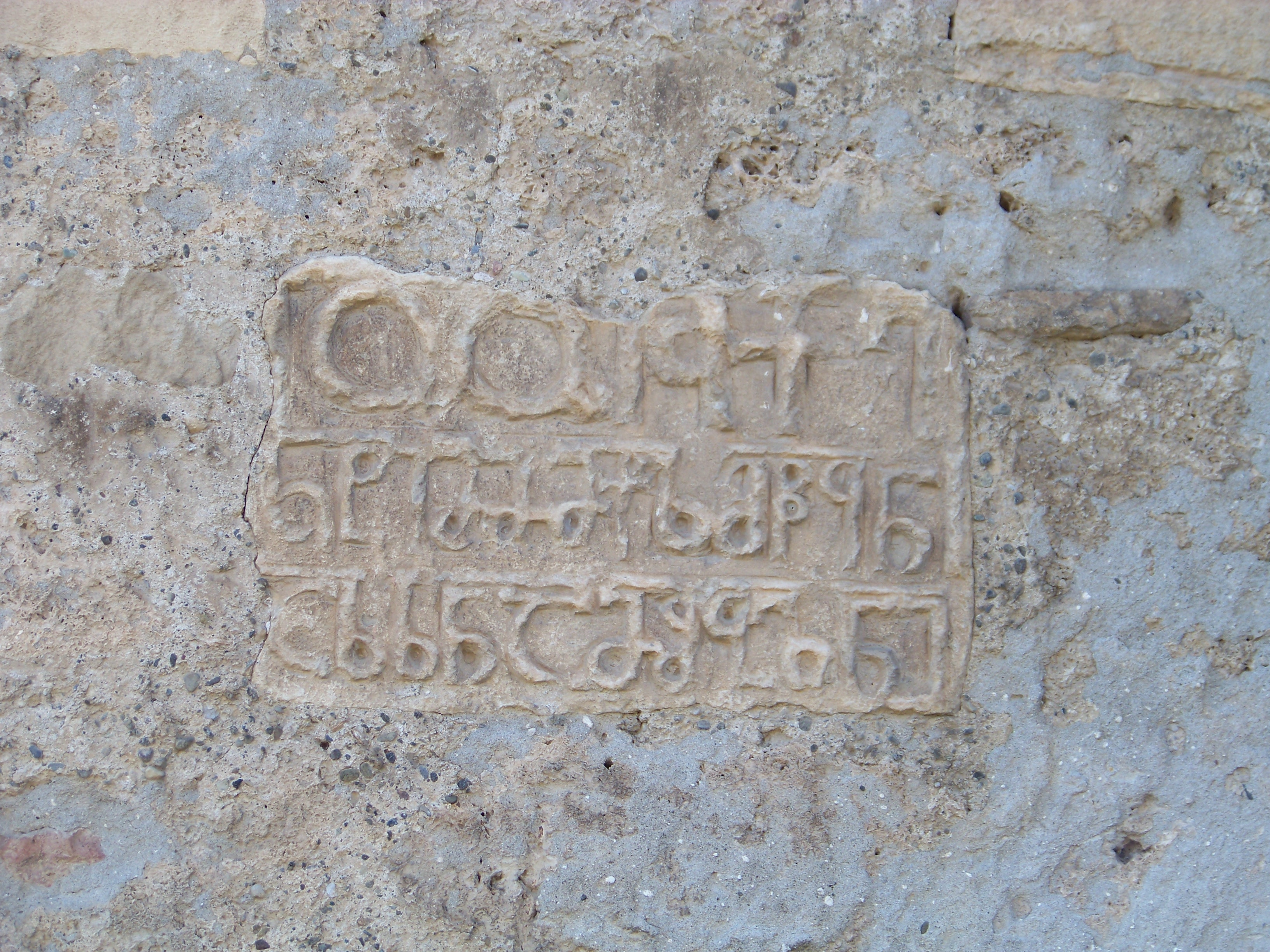
Inscripció fundacional a la façana nord de la catedral

L'església d'Urbnisi està dedicada a sant Esteve, un protomàrtir del segle i. Seguint una tradició medieval georgiana d'anomenar esglésies amb llocs de Terra Santa, la catedral també porta el nom del Mont Sion de Jerusalem. Una inscripció tallada a la façana nord, en escriptura asomtavruli, esmenta els constructors de l'església, Konstanti i el pare Mikel, però el text no té data: l'anàlisi estilística del disseny arquitectònic i les característiques paleogràfiques de la inscripció suggereixen una data entre el segle v o vi.
La catedral d'Urbnisi va ser la seu d'un bisbat ortodox georgià amb el títol d'Urbneli i coneguda des d'almenys el segle viii. Al 1103, Urbnisi va ser un dels dos llocs de l'històric consell de l'Església convocat pel rei David IV de Geòrgia, i l'altre n'era la propera catedral de Ruisi. Actualment, Urbnisi i Ruisi són les dues catedrals principals a l'eparquia d'Urbnisi i Ruisi de l'Església ortodoxa de Geòrgia.

## Descripció

### Església

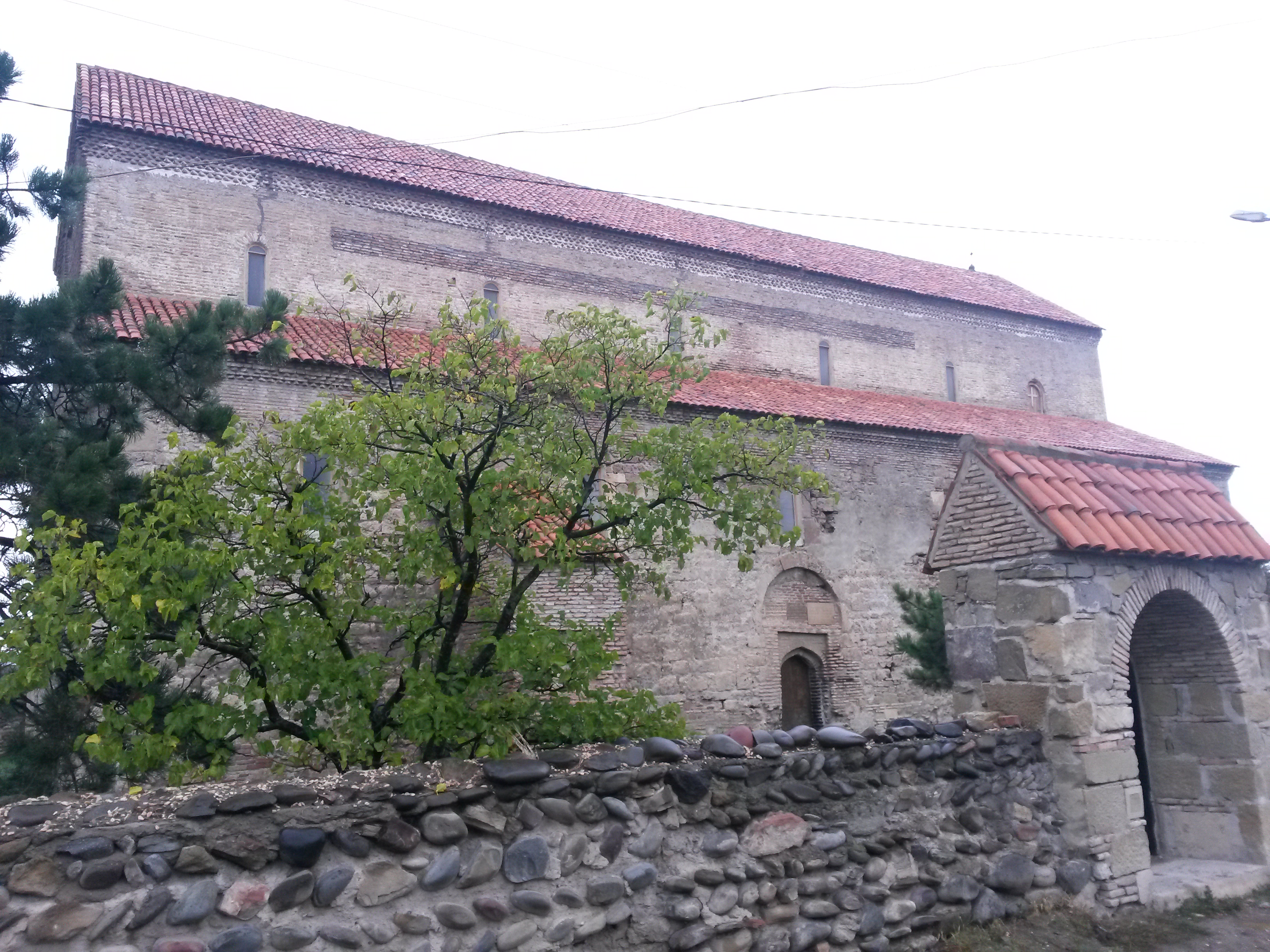
Vista de l'església amb la tanca que l'envolta

Urbnisi és una basílica relativament llarga de tres naus, de 32,1 × 22,4 m. Les principals fases de construcció són fàcilment perceptibles a les parets de l'església: la part inferior és de pedra, blocs de gres col·locats horitzontalment de forma regular que en representen la capa més antiga i els que es troben de manera irregular i constitueixen la reconstrucció dels segles IX-X. La part superior de l'església va ser construïda amb maons prims, sostinguts per dos arcs de maó a cada costat, el 1668. Hi ha tres entrades principals, al nord, sud i oest. Fragments d'una pedra d'arquitrau i una lluneta en forma de ferradura a l'entrada est són restes de la primera capa de l'edifici.
L'interior és compost per tres naus separades per quatre parells de columnes cruciformes amb impostes simplement perfilades tallades en blocs de pedra rectangulars i bases cuboides. Les columnes i arcs de maó semicirculars sostinguts per ells divideixen la nau central de la volta de canó en cinc passadissos (naus) de quasi la mateixa mida. L'altar s'eleva un pas per damunt del nivell del pis. L'església tenia dos annexos: el del sud és contemporani de l'església i acaba a l'est en una petita capella (eukterion), mentre que l'annex del nord és una addició posterior. L'església està coberta amb mosaics de ceràmica.

### Inscripcions

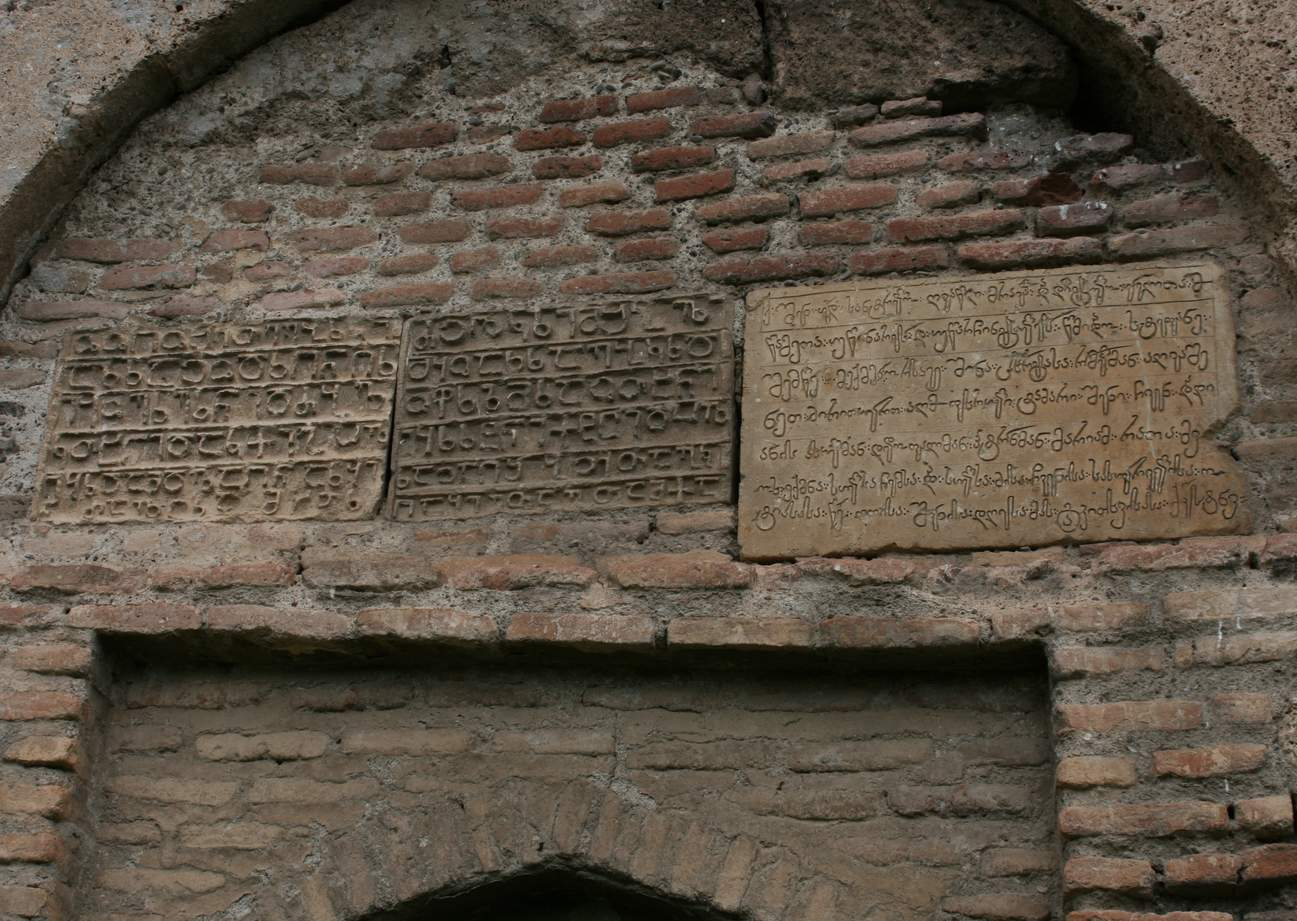
Inscripcions damunt una porta d'entrada

Hi ha algunes inscripcions en pedres a l'exterior i una creu d'alt relleu a la façana oest. A més a més del text a la façana nord, que permet que l'església sigui datada entre els segles v i vi, hi ha quatre inscripcions més en asomtavruli, una sobre la porta sud i la resta a la façana est, realitzades al segle x, esmentant constructors de l'església i diferents persones, com el bisbe Teodor | i el diaca Abiatar.
La façana est també té altres inscripcions, deixades pels pelegrins.

### Altres estructures

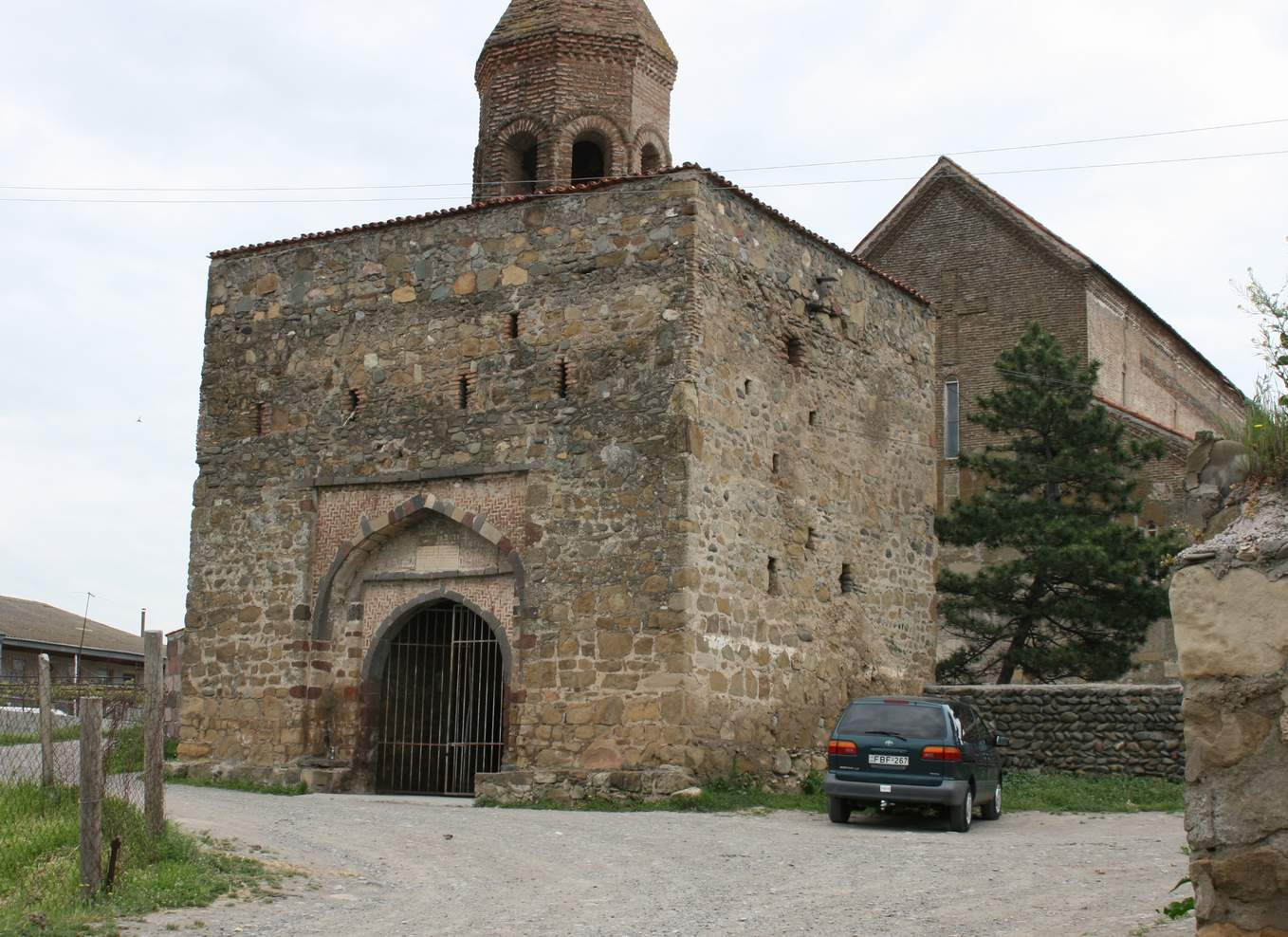
La torre campanar d'Urbnisi

A uns 15 m a l'oest de l'església es troba una torre campanar de tres pisos construïda en pedra i maó de 9,1 × 10,2 m. Va ser realitzada, com es relata en una inscripció de la façana oest, a instàncies del rei de Kartli Vakhtang VI i la seva esposa Rusudan el 1706.
A prop de l'església hi ha altres elements dels antics assentaments d'Urbnisi, com ara una casa de banys del segle iii, un celler medieval i un aqüeducte.